# ゼリー

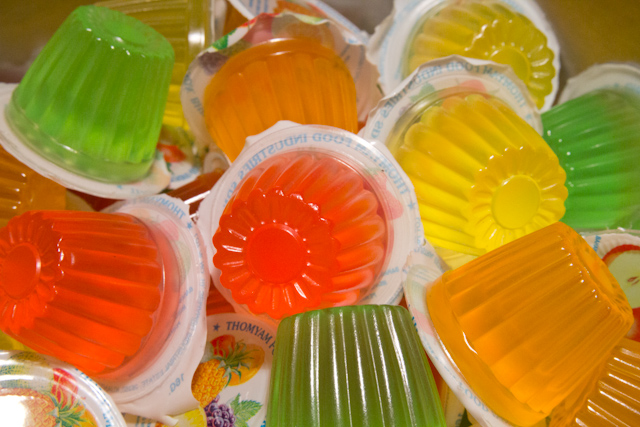
ゼリー（菓子）

ゼリー（英: jelly）は一般には、ゲルの通称、あるいは特に、水分を大量に含み、一様な分散状態をとるゲルのことである。
ただし多くの場合、食品について使われ、主に、
- ゲル化剤としてゼラチンを[2]、あるいは他に寒天、ペクチンなどを[3]使った菓子
- 肉・魚類や果実を煮込んでゼラチンやペクチンを煮出した汁、あるいは、それを固めた食品[2][3]

のいずれかを表す。

## 語源・名称
英名 jelly （ジェリー）はフランス語からの古い借用語。フランス語 gelée （ジュレ）は動詞 geler 「凍らせる」の過去分詞形で、イタリア語: gelato （ジェラート）と同様、元来は「凍らせたもの」の意。 geler は同義のラテン語 gelare  （ゲラーレ）に由来し、gelare はまた、ゼラチン（gelatin）、ジェル（英語: gel）、ゲル（ドイツ語: Gel）、などの語源でもある。
日本語の食品名としては、「ゼリー」はさまざまな特定の食品を指す（下記参照）。
近年はフランス語由来の「ジュレ」も使われることが多いが、こちらは水分の多い、とろっとした食感のものを指す。
アメリカ合衆国内では、ゼリーのブランドの一つ Jell-O (ジェロー) が一般名詞化して jello とも呼ばれる。

## 食用のゼリー

### 菓子のゼリー
ゼリーは、果汁、ゼラチン、砂糖の組み合わせで作る簡素な生菓子を基本とする。これに、香料、果肉、乳製品、鶏卵、酸味料などを加えることで、多くのバリエーションが生まれる。
ペクチンによりゲル化させたジャムをはじめ、果汁などに砂糖を多量に加えたゼリーなどの加工品は、糖菓（コンフィズリー）としても認知されており、 ゼリービーンズ、グミなど、一口大のゼリー菓子が存在する。
ゼラチンのかわりに寒天を用いたものとして、ゼリー菓子（寒天ゼリーと呼ぶ事もある）が存在しており、みすず飴などがこれらにあたる。ほとんどが一口大であり、表面をオブラートで包んだり、砂糖をまぶしている事が多い（現在は、さらにほとんどが個別包装されている）。こうしたゼリー菓子は戦前から製造されており、茶菓子や駄菓子として普及している。また、大量調理を要求される学校給食では、一般的なフルーツゼリーを製造する際に寒天が用いられることが多い。
近年の日本では、冷製スイーツの1ジャンルとして各種「ゼリー」が市販されている。これらの多くはプラスチックのカップ容器入りで、
メロンゼリー、房州びわゼリーなどのフルーツやコーヒーゼリーなどのフレーバーをもつ、水気の多いやわらかい製品である。
また、微量のコンニャク粉を入れた『こんにゃくゼリー』や、2011年から各社が相次いで販売を始めた「ジュレポン酢」などもある。
アメリカでは果肉分を含まないジャムのことをジェリーと呼ぶことから、ドーナッツや、スポンジケーキにジャム（ジェリー）の入ったものはジェリードーナット、ジェリーロール (jelly roll) と称されている。また、冷やして固めるタイプのゼリー菓子は、商品名からジェロー（Jell-O）と呼ばれることが多い。

### 煮こごりのゼリー
コラーゲンに富んだ動物質の素材を煮込んだ肉汁や魚汁が冷えて、コラーゲンが変性して生じたゼラチンの作用で煮こごりとなったもの。
サラダゼリー（ゼリーサラダ）やアスピックなどがこれにあたる。ゼリーの下地としては、ブイヨンやコンソメが使われることが多い。日本の煮こごりも一種のゼリーといえる。

### 歴史
食品としては古くから知られており、ローマ時代には煮こごり料理も存在していたようで、現代の肉や魚のゼラチン質を含んだブイヨンから作られる「ゼリー寄せ」（アスピック、aspic）の原型とも考えられている。
菓子において「ジュレ」として広く用いられはじめたのは、18世紀末から19世紀初頭、王政華やかだったフランスが革命を経て変遷していく時代、著名な料理人であり製菓職人でもあったアントナン・カレームによると考えられている。当時の製菓用ゼリーには専らゼラチンが用いられていた。冷蔵技術の発達した現代のゼリーが水分に対し約3%のゼラチンで作られているのに比べ、当時は1.5～2倍の量が用いられており、しっかりした食感であったと考えられる。

### ゲル化剤
動物系のゼラチン以外にも、植物系のペクチン・寒天・カラギーナンなどのゲル化剤で凝固させたものも、広くゼリーとして称されている。動物由来のゼラチンを避け、植物由来のゲル化剤を用いたゼリーを求めるベジタリアンもいる。また、狂牛病の影響で、牛由来のゼラチンは敬遠されている。
菓子の分野だけでなく、高齢や障害により嚥下障害を持つ者に対し、液体によって咽せることなく水分を補給する為に、また、食事を食べやすくするために、ゼラチンやペクチンなどを混合してゼリー状にするといった工夫にも用いられている。こうした高機能食品は、高齢化社会を迎える日本では需要が高まると予想されており、官民一体となった研究開発が進められている。
ゼラチン
ゼリーの元でもあるゼラチンは、動物や魚の骨や皮革や腱などの結合組織の主成分コラーゲンが熱により軟化してできるもので、アスピックだけでなく日本料理に煮こごりといった同種の料理もあるように、動物の肉や魚を骨ごと煮るといった初歩的な料理がはじまった時から、食品として知られていたとも考えられる。精製技術が確立する以前には、製菓用のゼラチンは鹿の角を煮出して作られていた。現在、製菓用には、豚皮由来のものが多く使われている。なお豚由来のゼラチンはイスラム教のハラームに抵触するため、ハラール認証の無い地域ではイスラム教徒からはゼラチンの使用が避けられる。
ペクチン
果物を糖分とともに煮詰めると、一般的にジャムとして知られている状態になる場合がある事も古くから知られていた。これは、すべての果物や植物に含まれている天然の多糖類の作用によるもので、1825年にその成分はペクチンと名付けられた。材料に対し1%以上のペクチンと約65%の糖分、さらに酸味がなければ固まらず、砂糖の量産化が進んで以降、ジャムなどとして広く料理や製菓に用いられ始めたと考えられている。ペクチンが工業生産されはじめたのは20世紀後半で、ゲル化剤・増粘剤・安定剤などの名称で現代の菓子や食品に広く用いられている。
寒天
テングサ（天草）やオゴノリなどの紅藻類海藻の粘液質を凍結・乾燥させたもので、17世紀後半に日本（現在の京都府伏見）で作られた。羊羹やあんみつなどの和菓子などに広く用いられている。1881年には細菌の培地としての有用性が認識され、寒天培地として世界に広まった後、欧米でも食品として認知された。
カラギーナン
アイリッシュ・モス、通称トカチャとも言われる、紅藻類海藻から抽出されるゲル化剤。アイルランド大飢饉の際、アイルランド・カラギーナン地方でこの海藻を食べて飢えをしのいだと言われているのでこう呼ばれている。カラギーナンは熱によって煮とかす他のゲル化剤とは異なる特性を持つ。κ（カッパ）型・ι（イオタ）型・λ（ラムダ）型の3種類のタイプがあり、なかでもκ型は牛乳に含まれるタンパク質カゼインと混ざってゲル化するため、牛乳に混ぜるだけでできるインスタントデザートなどに広く用いられている。

### 日本における消費
2007年–2009年の総務省家計調査によると、世帯あたりのゼリー消費量は宮城県仙台市が日本一である。

## 食用以外のゼリー
ゼリーは一般に弾性のある半固体であり、触れた際の抵抗を持つが強い圧力などによってはつぶれるという特徴がある。同様の特徴をもつ物質・物体についてもゼリー状と称することがある。化学的にはコロイド溶液のゲルである。
化学などでゼリーという場合、ゲル（液体を媒体とするコロイドが固化したもの）のうち水分を豊富に含んだゼリー状の物質である。食品のゼリーもこれに当てはまるが、それ以外には以下のものがある。
接着剤
粘着性を発揮しやすくする為に物体間の隙間に入り込めるゼリーの特質を生かしている。
医薬品
粘膜への刺激を抑える、水分の蒸発を抑える、容易に広げられる利点を生かしたゼリー状の製品が塗り薬を中心に多く見られる。
着火剤
ガソリンやアルコールのようにこぼれる、揮発するという危険性を排除しつつ形に納められるという利点を持つ半固体という特徴を生かしたもの。